# Magnetic Man
Magnetic Man — музыкальный коллектив, записывающий музыку в стиле дабстеп. Группа образована известными английскими диджеями и продюсерами — Benga, Skream и Artwork. Участники впервые встретились в самом конце 1990-х на лейбле Big Apple Records в Кройдоне, Англия. Magnetic Man были подписаны на лейбл Columbia Records в феврале 2010 года. Их одноименный дебютный студийный альбом Magnetic Man выпущен 10 октября 2010 года на лейбле Columbia Records, а 5 ноября стартовало турне в поддержку релиза.
Живые выступления состоят из композиций Magnetic Man, а также ремиксов композиций Benga и Skream.

## Инструменты
На концертах Magnetic Man используют три компьютера: один отвечает за ударные, второй за басы, на третьем воспроизводятся синтезаторные партии и семплы.

## Дискография

### Альбомы
| Год  | Альбом | Наивысшая позиция в чарте | Наивысшая позиция в чарте |
| Год  | Альбом | UK                        | BEL (FLA)                 |
| ---- | --- | ------------------------- | ------------------------- |
| 2010 | Magnetic Man - Выпущен: 11 октября 2010 - Лейбл: Columbia Records - Форматы: CD, Digital Download, Vinyl Record | 5                         | 70                        |

### Сборники
| Год  | Альбом                                                                                   |
| ---- | ---------------------------------------------------------------------------------------- |
| 2009 | The Cyberman - Выпущен: 30 марта 2009 - Лейбл: Magnet - Форматы: Digital Download, винил |

### Синглы
| Год  | Сингл                                     | Место в чарте | Место в чарте | Место в чарте | Место в чарте | Альбом       |
| Год  | Сингл                                     | UK            | BEL (FLA)     | BEL (WAL)     | DEN           | Альбом       |
| ---- | ----------------------------------------- | ------------- | ------------- | ------------- | ------------- | ------------ |
| 2010 | «I Need Air» (featuring Angela Hunte)     | 10            | 27            | 55            | 13            | Magnetic Man |
| 2010 | «Perfect Stranger» (featuring Katy B)     | 16            | 63            | 78            | —             | Magnetic Man |
| 2011 | «Getting Nowhere» (featuring John Legend) | 65            | 4             | 32            | —             | Magnetic Man |
| 2011 | «Anthemic» (featuring P Money)            | 50            | —             | —             | —             | Magnetic Man |

### Другие песни в чартах
| Год  | Сингл                          | Место в чарте | Место в чарте | Альбом       |
| Год  | Сингл                          | UK            | UK            | Альбом       |
| ---- | ------------------------------ | ------------- | ------------- | ------------ |
| 2010 | «Crossover» (featuring Katy B) | 114           | 19            | Magnetic Man |

### Другие песни
| Год  | Сингл                        | Альбом                              |
| ---- | ---------------------------- | ----------------------------------- |
| 2007 | «Soulz»                      | Dubstep Allstars: Volume 5          |
| 2007 | «Alright, What’s Happening?» | Dubstep Allstars: Volume 5          |
| 2007 | «Ligma»                      | Dubstep Allstars: Volume 5          |
| 2008 | «Ligma VIP»                  | Mary Anne Hobbs presents Evangeline |